# Équipe de Gambie de football à la Coupe d'Afrique des nations 2021
Pour sa première participation à la Coupe d'Afrique des nations, l’équipe de Gambie de football participe à l'édition 2021 organisée au Cameroun du 9 janvier au 6 février 2022. Emmmenés par Tom Saintfiet, les Scorpions ont réalisé un parcours exceptionnel, en atteignant les quarts-de-finale, battus par le pays organisateur.

## Qualifications

### Tour préliminaire
En raison de son faible classement Fifa (47e nation africaine), la Gambie doit disputer le premier tour de qualification face à Djibouti. Elle se qualifie aux tirs au but après deux matchs nuls.
| Match aller                | Djibouti              | 1 - 1 | Gambie     |                                                                                        |                                                                                        |
| 9 octobre 2019 19h00 UTC+3 | Jallow-Mbye 59e (csc) | (0-0) | 90e Sanneh | Stade national El Hadj Hassan Gouled Aptidon, Djibouti Arbitrage : Ibrahim Nour El Din | Stade national El Hadj Hassan Gouled Aptidon, Djibouti Arbitrage : Ibrahim Nour El Din |
| 9 octobre 2019 19h00 UTC+3 | Rapport               |       |            | Stade national El Hadj Hassan Gouled Aptidon, Djibouti Arbitrage : Ibrahim Nour El Din | Stade national El Hadj Hassan Gouled Aptidon, Djibouti Arbitrage : Ibrahim Nour El Din |

| Match retour              | Gambie                                   | 1 - 1 3-2 t. a. b. | Djibouti                          |                                                         |                                                         |
| 13 octobre 2019 16h00 UTC | Jallow 45+3e                             | (1-1)              | 10e (pen.) Mahabeh                | Independence Stadium, Bakau Arbitrage : Mahamadou Keita | Independence Stadium, Bakau Arbitrage : Mahamadou Keita |
| 13 octobre 2019 16h00 UTC | Rapport                                  |                    |                                   | Independence Stadium, Bakau Arbitrage : Mahamadou Keita | Independence Stadium, Bakau Arbitrage : Mahamadou Keita |
| 13 octobre 2019 16h00 UTC | Barrow · Colley · Ceesay · Ngum · Jallow | Tirs au but 3-2    | Isman · Ahmed · Mahabeh · Dirir · | Independence Stadium, Bakau Arbitrage : Mahamadou Keita | Independence Stadium, Bakau Arbitrage : Mahamadou Keita |

### Second tour
Au second tour de qualification, la Gambie est placée dans le groupe D. Les Scorpions se qualifient en prenant la première place du groupe, à la surprise générale.
| Rang | Équipe   | Pts | J | G | N | P | Bp | Bc | Diff |  | Résultats (▼ dom., ► ext.) |     |     |     |     |
| ---- | -------- | --- | - | - | - | - | -- | -- | ---- |  | -------------------------- | --- | --- | --- | --- |
| 1    | Gambie   | 10  | 6 | 3 | 1 | 2 | 9  | 7  | +2   |  | Gambie                     |     | 2-1 | 2-2 | 1-0 |
| 2    | Gabon    | 10  | 6 | 3 | 1 | 2 | 8  | 6  | +2   |  | Gabon                      | 2-1 |     | 3-0 | 2-1 |
| 3    | RD Congo | 6   | 6 | 2 | 3 | 1 | 4  | 5  | -1   |  | RD Congo                   | 1-0 | 0-0 |     | 0-0 |
| 4    | Angola   | 3   | 6 | 1 | 1 | 4 | 4  | 7  | -3   |  | Angola                     | 1-3 | 2-0 | 0-1 |     |

| 1re journée                  | Angola     | 1 - 3   | Gambie                      |                                                               |                                                               |
| 13 novembre 2019 20h00 UTC+1 | Eduardo 3e | (1 - 2) | 16e 17e Ceesay · 89e Marreh | Stade national du 11-Novembre, Luanda Arbitrage : Osiase Koto | Stade national du 11-Novembre, Luanda Arbitrage : Osiase Koto |
| 13 novembre 2019 20h00 UTC+1 | Rapport    |         |                             | Stade national du 11-Novembre, Luanda Arbitrage : Osiase Koto | Stade national du 11-Novembre, Luanda Arbitrage : Osiase Koto |

| 2e journée                   | Gambie                 | 2 - 2   | RD Congo                   |                                                         |                                                         |
| 18 novembre 2019 16:00 UTC±0 | Jagne 52e · Jobe 90+2e | (0 - 1) | 45+3e Bakambu · 75e Muleka | Independence Stadium, Bakau Arbitrage : Norman Matemera | Independence Stadium, Bakau Arbitrage : Norman Matemera |
| 18 novembre 2019 16:00 UTC±0 | Rapport                |         |                            | Independence Stadium, Bakau Arbitrage : Norman Matemera | Independence Stadium, Bakau Arbitrage : Norman Matemera |

| 3e journée                   | Gabon                       | 2 - 1   | Gambie   |                                                                |                                                                |
| 12 novembre 2020 20:00 UTC+1 | Bouanga 8e · Aubameyang 55e | (1 - 0) | 81e Jobe | Stade de Franceville, Franceville Arbitrage : Kouassi Attiogbe | Stade de Franceville, Franceville Arbitrage : Kouassi Attiogbe |
| 12 novembre 2020 20:00 UTC+1 | Rapport                     |         |          | Stade de Franceville, Franceville Arbitrage : Kouassi Attiogbe | Stade de Franceville, Franceville Arbitrage : Kouassi Attiogbe |

| 4e journée                   | Gambie                        | 2 - 1   | Gabon            |                                                                   |                                                                   |
| 16 novembre 2020 16:00 UTC±0 | Mo.Barrow 49e · Mu.Barrow 79e | (0 - 0) | 89e Ecuele Manga | Independence Stadium, Bakau Arbitrage : Pacifique Ndabihawenimana | Independence Stadium, Bakau Arbitrage : Pacifique Ndabihawenimana |
| 16 novembre 2020 16:00 UTC±0 | Rapport                       |         |                  | Independence Stadium, Bakau Arbitrage : Pacifique Ndabihawenimana | Independence Stadium, Bakau Arbitrage : Pacifique Ndabihawenimana |

| 5e journée               | Gambie     | 1 - 0   | Angola |                                                             |                                                             |
| 24 mars 2021 16:00 UTC±0 | Ceesay 62e | (0 - 0) |        | Independence Stadium, Bakau Arbitrage : Adissa Abdul Ligali | Independence Stadium, Bakau Arbitrage : Adissa Abdul Ligali |
| 24 mars 2021 16:00 UTC±0 | Rapport    |         |        | Independence Stadium, Bakau Arbitrage : Adissa Abdul Ligali | Independence Stadium, Bakau Arbitrage : Adissa Abdul Ligali |

| 6e journée               | RD Congo             | 1 - 0   | Gambie |                                                           |                                                           |
| 29 mars 2021 17:00 UTC+1 | Kasengu 45+2e (pen.) | (1 - 0) |        | Stade des Martyrs, Kinshasa Arbitrage : Amin Mohamed Omar | Stade des Martyrs, Kinshasa Arbitrage : Amin Mohamed Omar |
| 29 mars 2021 17:00 UTC+1 | Rapport              |         |        | Stade des Martyrs, Kinshasa Arbitrage : Amin Mohamed Omar | Stade des Martyrs, Kinshasa Arbitrage : Amin Mohamed Omar |

### Effectif

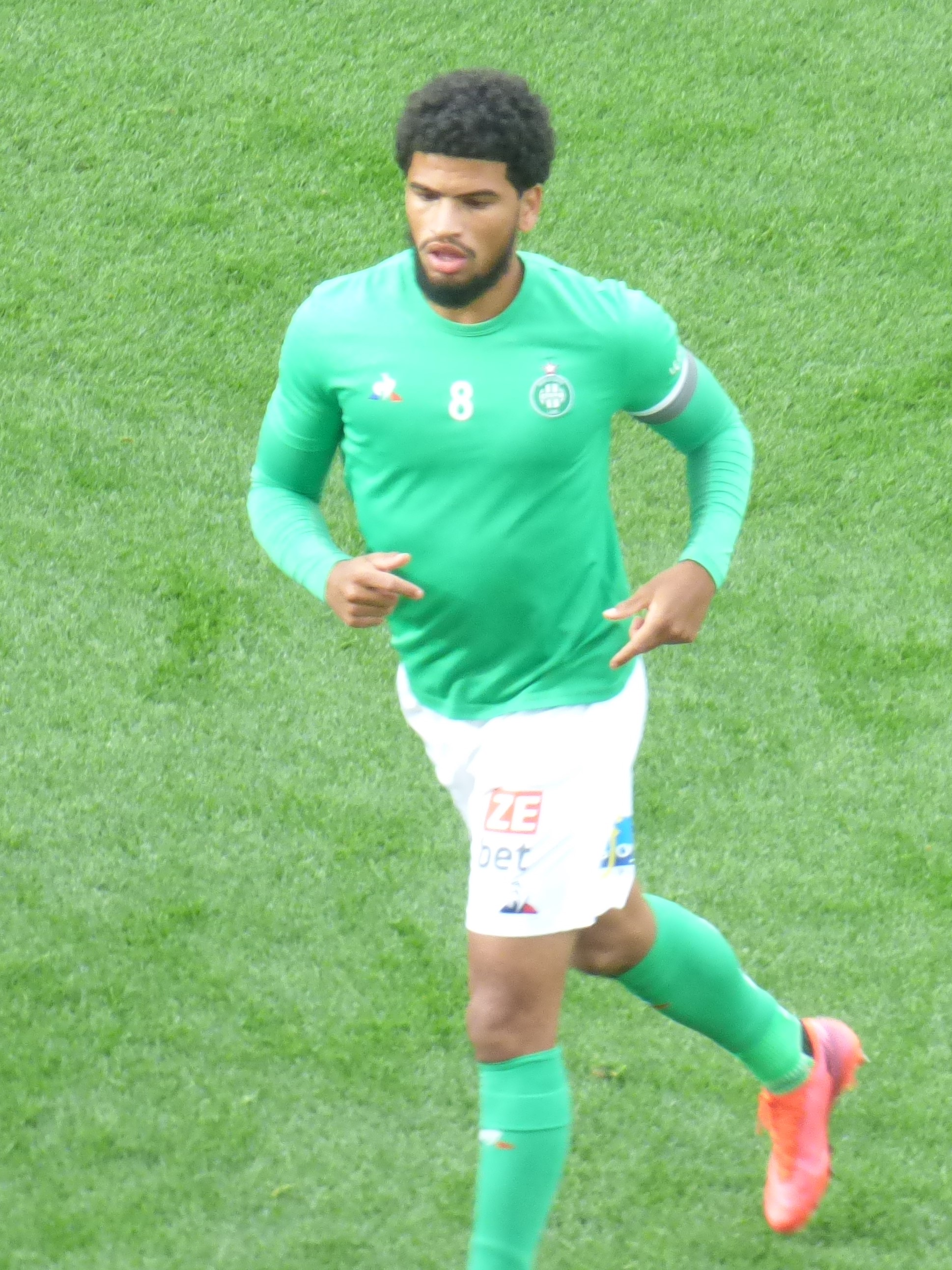
Mahdi Camara, d'origine gambienne, est sollicité par Tom Saintfiet pour jouer avec les Scorpions. Cependant, il décline l'offre pour se consacrer à son club.

## Compétition

### Tirage au sort
Le tirage au sort de la CAN 2021 est effectué le 17 août 2021 à Yaoundé. La Gambie, 150e nation au classement FIFA, est placée dans le chapeau 4. Le tirage place les Scorpions dans le groupe F, avec la Tunisie (chapeau 1, 30e au classement Fifa), le Mali (chapeau 2, 53e) et la Mauritanie, (chapeau 3, 103e).

### Premier tour
| Rang | Équipe     | Pts | J | G | N | P | Bp | Bc | Diff |  | Résultats (▼ dom., ► ext.) |  |     |     |     |
| ---- | ---------- | --- | - | - | - | - | -- | -- | ---- |  | -------------------------- |  | --- | --- | --- |
| 1    | Mali       | 7   | 3 | 2 | 1 | 0 | 4  | 1  | +3   |  | Mali                       |  | 1-1 | 1-0 | 2-0 |
| 2    | Gambie     | 7   | 3 | 2 | 1 | 0 | 3  | 1  | +2   |  | Gambie                     |  |     | 1-0 | 1-0 |
| 3    | Tunisie    | 3   | 3 | 1 | 0 | 2 | 4  | 2  | +2   |  | Tunisie                    |  |     |     | 4-0 |
| 4    | Mauritanie | 0   | 3 | 0 | 0 | 3 | 0  | 7  | -7   |  | Mauritanie                 |  |     |     |     |

     Équipe qualifiée ou victorieuse; Pts = points; J = joués; G = gagnés; N = nuls; P = perdus;
Bp = buts pour; Bc = buts contre; Diff = différence de buts
| Match 11                  | Mauritanie                 | 0 - 1   | Gambie                                      | Stade de Limbé, Limbé                                        |                                                              |
| 12 janvier 2022 17h00 WAT |                            | (0 - 1) | 10e A.Jallow                                | Arbitrage : Bernard Camille Arbitre vidéo : Mustapha Ghorbal | Arbitrage : Bernard Camille Arbitre vidéo : Mustapha Ghorbal |
| 12 janvier 2022 17h00 WAT | P. Ba 28e · A. N'Diaye 30e | Rapport | 56e Colley · 90+1e Darboe · 90+1e L. Jallow | Arbitrage : Bernard Camille Arbitre vidéo : Mustapha Ghorbal | Arbitrage : Bernard Camille Arbitre vidéo : Mustapha Ghorbal |

| Match 21                  | Gambie                      | 1 - 1   | Mali                                         | Stade de Limbé, Limbé                                    |                                                          |
| 16 janvier 2022 14h00 WAT | Mu. Barrow 90e (pen.)       | (0 - 0) | Koné 79e (pen.)                              | Arbitrage : Samir Guezzaz Arbitre vidéo : Redouane Jiyed | Arbitrage : Samir Guezzaz Arbitre vidéo : Redouane Jiyed |
| 16 janvier 2022 14h00 WAT | Marreh 24e · Badamosi 90+4e | Rapport | 20e L. Coulibaly · 40e Djenepo · 43e Haïdara | Arbitrage : Samir Guezzaz Arbitre vidéo : Redouane Jiyed | Arbitrage : Samir Guezzaz Arbitre vidéo : Redouane Jiyed |

| Match 35                  | Gambie                | 1 - 0   | Tunisie                                                             | Stade de Limbé, Limbé                                          |                                                                |
| 20 janvier 2022 20h00 WAT | A. Jallow 90+3e       | (0 - 0) |                                                                     | Arbitrage : Fernando Guerrero Arbitre vidéo : Lahlou Benbraham | Arbitrage : Fernando Guerrero Arbitre vidéo : Lahlou Benbraham |
| 20 janvier 2022 20h00 WAT | Adams 48e · Gomez 89e | Rapport | 45+2e Mathlouthi · 45+3e Ben Mustapha · 90+2e Mejbri · 90+2e Dräger | Arbitrage : Fernando Guerrero Arbitre vidéo : Lahlou Benbraham | Arbitrage : Fernando Guerrero Arbitre vidéo : Lahlou Benbraham |

### Phase à élimination directe
| Match 39                  | Guinée           | 0 - 1   | Gambie                   | Stade omnisports de Bafoussam, Bafoussam                     |                                                              |
| 24 janvier 2022 17h00 WAT |                  | (0 - 0) | 71e Mu. Barrow           | Arbitrage : Amin Omar Arbitre vidéo : Mahmoud Mohamed Ashour | Arbitrage : Amin Omar Arbitre vidéo : Mahmoud Mohamed Ashour |
| 24 janvier 2022 17h00 WAT | Conté 81e, 90+3e | Rapport | 27e Bobb · 74e, 87e Njie | Arbitrage : Amin Omar Arbitre vidéo : Mahmoud Mohamed Ashour | Arbitrage : Amin Omar Arbitre vidéo : Mahmoud Mohamed Ashour |

| Match 45                  | Gambie                           | 0 - 2   | Cameroun            | Stade de Japoma, Douala                                              |                                                                      |
| 29 janvier 2022 17h00 WAT |                                  | (0 - 0) | 50e 57e Toko-Ekambi | Arbitrage : Pacifique Ndabihawenimana Arbitre vidéo : Haythem Guirat | Arbitrage : Pacifique Ndabihawenimana Arbitre vidéo : Haythem Guirat |
| 29 janvier 2022 17h00 WAT | Sonko 21e · Jagne 33e · Gaye 40e | Rapport | 48e Ngadeu          | Arbitrage : Pacifique Ndabihawenimana Arbitre vidéo : Haythem Guirat | Arbitrage : Pacifique Ndabihawenimana Arbitre vidéo : Haythem Guirat |

### Statistiques

#### Buteurs
| Buts | Joueurs      | Adversaires                |
| ---- | ------------ | -------------------------- |
| 2    | Musa Barrow  | Mali (1) Guinée (1)        |
| 2    | Ablie Jallow | Mauritanie (1) Tunisie (1) |